# Nguyễn Minh Tiến
Nguyễn Minh Tiến (1922-1998) là Thiếu tướng Công an nhân dân Việt Nam. Ông nguyên là Thứ trưởng Bộ Nội vụ (nay là Bộ Công an).

## Tiểu sử
Ông sinh ngày 17 tháng 12 năm 1922, quê quán tại xã Phúc Xá, huyện Gia Lâm, Hà Nội (nay là phường Ngọc Thụy, Long Biên, TP Hà Nội).
Ông xuất thân trong một gia đình có truyền thống cách mạng tại thủ đô Hà Nội.
Năm 17 tuổi, ông tham gia Hội Thanh niên phản đế.
Ông đã có hơn 30 năm công tác trong lực lượng Công an nhân dân Việt Nam.
Từ năm 1976 đến năm 1991, ông giữ chức vụ Thứ trưởng Bộ Nội vụ (nay là Bộ Công an).
Năm 1991, ông nghỉ hưu.
Năm 1998, ông qua đời.

## Phong tặng
- Huân chương Kháng chiến chống Pháp hạng nhất[1]
- Huân chương Kháng chiến chống Mỹ hạng nhất[1]
- Huân chương Độc lập hạng nhì[1]
- nhiều Huân, Huy chương khác của các nước Đông Âu, Liên Xô, Cu Ba trao tặng[1]
- Ngày 14 tháng 7 năm 2011, Nguyễn Minh Tiến được Chủ tịch nước Việt Nam truy tặng Huân chương Độc lập hạng Nhất về thành tích đặc biệt xuất sắc trong công tác, góp phần vào sự nghiệp xây dựng chủ nghĩa xã hội và bảo vệ Tổ quốc.[2]

## Gia đình
Vợ ông là bà Lê Phương.